# Радянський книгар
«Радянський книгар» — орган Всеукраїнської ради з'їздів видавництв та книготоргових організацій.
Виходив 1929–32 роках у Харкові, спочатку як двотижневик, з 1931 — декадник з неперіодичними додатками: «Рекомендаційні списки», «Книжкові новини», «Бюлетень на книжково-журнальну продукцію УРСР» та ін.